# أكبر أباد بالا (مقاطعة تشالوس)
اكبرآباد بالا (بالفارسية: اکبرآباد بالا) هي قرية تقع في قسم كلارستاق الشرقي الريفي (مقاطعة تشالوس) في إيران. يقدر عدد سكانها بـ 25 نسمة .